# نادي الزمالك موسم 2001–02
نادي الزمالك موسم 2001–02، هو الموسم الواحد والتسعون من مواسم نادي الزمالك، كان رئيس مجلس الإدارة كمال درويش وكان المدير الفني الألماني أوتو بفيستر في بداية الموسم وفي نهاية الموسم استلم البرازيلي كارلوس كابرال،تمكن الفريق من الفوز بكأس مصر، والفوز بالنسخة الأولى من كأس السوبر المصري، والفوز بدوري أبطال أفريقيا، كان من المقرر أن يخوض الفريق بطولة كأس العالم للأندية (كأول فريق مصري) إلا أن البطولة ألغيت بعد افلاس شركة ISL (اختصارًا لInternational Sport and Leisure) والتي كانت ترعى بطولات الفيفا في ذاك الوقت.

## البطولات

### نظرة عامة
| المنافسة              | أول مباراة     | آخر مباراة     | الدور الافتتاحي | المركز النهائي | السجل | السجل | السجل | السجل | السجل | السجل | السجل | السجل   |
| المنافسة              | أول مباراة     | آخر مباراة     | الدور الافتتاحي | المركز النهائي | لعب   | ف     | ت     | خ     | له    | عليه  | ف.أ.  | الفوز % |
| --------------------- | -------------- | -------------- | --------------- | -------------- | ----- | ----- | ----- | ----- | ----- | ----- | ----- | ------- |
| الدوري المصري الممتاز | 7 سبتمبر 2001  | 10 يونيو 2002  | الأسبوع الأول   | المركز الثالث  | 26    | 16    | 5     | 5     | 58    | 37    | +21   | 061٫54  |
| كأس مصر               | 29 ديسمبر 2001 | 16 يونيو 2002  | الدور التمهيدي  | الفائز         | 9     | 5     | 4     | 0     | 14    | 4     | +10   | 055٫56  |
| كأس السوبر المصري     | 14 سبتمبر 2001 | 14 سبتمبر 2001 | النهائي         | الفائز         | 1     | 1     | 0     | 0     | 2     | 1     | +1    | 100٫00  |
| دوري أبطال أفريقيا    | 12 مايو 2002   | 13 ديسمبر 2002 | دور ال32        | الفائز         | 14    | 8     | 5     | 1     | 23    | 5     | +18   | 057٫14  |
| كأس العالم للأندية    | —              | —              | مرحلة المجموعات | أُلغيت          | 0     | 0     | 0     | 0     | 0     | 0     | +0    | —       |
| المجموع               | المجموع        | المجموع        | المجموع         | المجموع        | 50    | 30    | 14    | 6     | 97    | 47    | +50   | 060٫00  |

آخر تحديث: 15 فبراير 2020
المصدر: المنافسات

### الدوري المصري الممتاز
| الترتيب | النادي         | ل  | ف  | ت | خ | له | عليه | ±  | ن  | التأهل أو الهبوط                        |
| ------- | -------------- | -- | -- | - | - | -- | ---- | -- | -- | --------------------------------------- |
| 1       | الإسماعيلي (ب) | 26 | 20 | 6 | 0 | 52 | 14   | 38 | 66 | تأهل لدوري أبطال أفريقيا 2003           |
| 2       | الأهلي         | 26 | 20 | 4 | 2 | 50 | 17   | 33 | 64 | تأهل لكأس الاتحاد الأفريقي للأندية 2003 |
| 3       | الزمالك        | 26 | 16 | 5 | 5 | 58 | 37   | 21 | 53 | تأهل لدوري أبطال أفريقيا 2003           |
| 4       | غزل المحلة     | 26 | 9  | 8 | 9 | 28 | 28   | 0  | 35 |                                         |
| 5       | المقاولون      | 26 | 8  | 9 | 9 | 32 | 31   | 1  | 33 |                                         |

### كأس مصر

#### النهائي
|  | الزمالك        | 1 - 0 | بلدية المحلة |  |
|  | عبد الحليم علي |       |              |  |

### كأس السوبر المصري
|  | الزمالك | 2 - 1 | غزل المحلة |  |

### دوري أبطال أفريقيا

#### النهائي

##### الذهاب
|  | الرجاء | 0 - 0 | الزمالك |  |

##### الإياب
|  | نادي الزمالك          | 1 - 0 | الرجاء |  |
|  | تامر عبد الحميد 45+5' |       |        |  |

### كأس العالم للأندية

#### المجموعة
|  | وولونجونج ولفز | ألغيت | الزمالك |  |

|  | بوكا جونيورز | ألغيت | الزمالك |  |

|  | الزمالك | ألغيت | ديبورتيفو لاكورونيا |  |